# Aygudi
Aygudi là một thị xã panchayat của quận Tirunelveli thuộc bang Tamil Nadu, Ấn Độ.

## Nhân khẩu
Theo điều tra dân số năm 2001 của Ấn Độ, Aygudi có dân số 12.924 người. Phái nam chiếm 50% tổng số dân và phái nữ chiếm 50%. Aygudi có tỷ lệ 64% biết đọc biết viết, cao hơn tỷ lệ trung bình toàn quốc là 59,5%: tỷ lệ cho phái nam là 72%, và tỷ lệ cho phái nữ là 56%. Tại Aygudi, 11% dân số nhỏ hơn 6 tuổi.